# 席德尔贝格
席德尔贝格是奥地利上奥地利州施泰尔兰县的一个市镇。总面积30平方公里，总人口1271人，人口密度42.4人/平方公里（2005年）。